# 维埃纳河畔昂萨克
維埃納河畔昂萨克（法語：Ansac-sur-Vienne，法語發音：[ɑ̃sak syʁ vjɛn]）是法国夏朗德省的一个市镇，属于孔福朗区。

## 地理
维埃纳河畔昂萨克（45°59'35"N, 0°38'49"E）面积30.79 平方千米，位于法国新阿基坦大区夏朗德省，该省份为法国西部内陆省份，北起德塞夫勒省和维埃纳省，东临上维埃纳省，东南至多尔多涅省，南至多爾多涅省，西接滨海夏朗德省。
与维埃纳河畔昂萨克接壤的市镇（或旧市镇、城区）包括：阿卢、昂贝尔纳克、耶斯、马诺、圣莫里斯德利永、孔福朗。

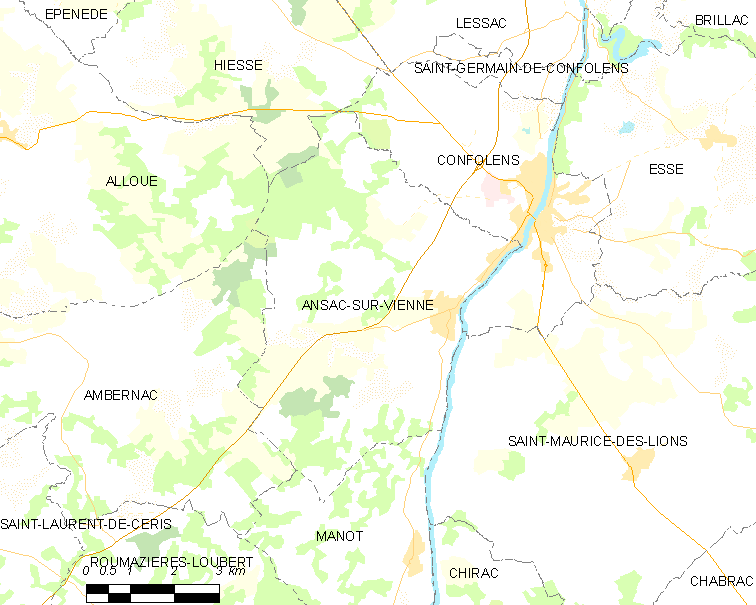
维埃纳河畔昂萨克的OSM定位图

维埃纳河畔昂萨克的时区为UTC+01:00、UTC+02:00（夏令时）。

## 行政
维埃纳河畔昂萨克的邮政编码为16500，INSEE市镇编码为16016。

## 政治
维埃纳河畔昂萨克所属的省级选区为夏朗德-维埃纳县。

## 人口

1962-2008年间维埃纳河畔昂萨克人口变化图示

维埃纳河畔昂萨克于2022年1月1日时的人口数量为816人。